# Econacionalismo
Econacionalismo (ou nacionalismo ecológico) manifesta-se com o desejo de tornar-se independência de fontes externas de energia e combustível através da promoção de fontes de energia alternativas dentro dos limites territoriais da nação.
O Brasil pode ser um exemplo disso ao obter autossuficiência na produção de energia.[carece de fontes?]
De acordo com J. Dawson, econacionalismo é o surgimento de movimentos sociais que conectam problemas de proteção ao meio ambiente com preocupações nacionalistas. Na então União Soviética, cidadãos percebendo a degradação ambiental como uma falha sistêmica do socialismo e um resultado direto do desejo de Moscou de enfraquecer uma determinada nação, destruindo sua base natural na exploração de seus recursos.
Preocupava-se que a degradação ambiental tornaria sem sentido a luta pela preservação da identidade dos povos. Neste contextos, os movimentos de independência da Estônia, Lituânia e a da Ucrânia, ganharam força da militância ambiental, especialmente a partir de uma postura antinucleares. Em 1985-1991, Econacionalismo foi um dos sintomas e, ao mesmo tempo, um novo impulso para a desintegração da União Soviética. A degradação ambiental na Estônia foi associada à industrialização e imigração russa promovida durante o regime soviético, sendo a contaminação vista como um ataque à terra do país báltico.